# 昌若
昌若（？—？），子姓，名昌若。契之後，相土之子，曹圉之父。商部族的第四任首領。雖然司馬遷著《史記·殷本紀》時，提到过他，不過沒有描述其的事蹟。
冥的曾祖父契因協助禹處理洪水完畢，被虞舜擔任司徒一職，負責掌管教育人民的權力，同時封於商（今陝西省商縣），使商部族因此誕生。其父相土在夏相在位時，為了馴養馬匹，而製作乘馬。
相土死后，昌若继位。昌若死后，其子曹圉继位。因昌若只见于晚出的书，且记载甚少，所以比较可疑，很可能是后人为了凑足“十有四世而兴”随意搀入的。

## 家族
- 先世：
  - 曾祖父：契[1]
  - 祖父：昭明[1]
  - 父親：相土[1]
- 子：
  - 兒子：曹圉[1]